# Perte de conteneurs en mer
 (juin 2020).
Si vous disposez d'ouvrages ou d'articles de référence ou si vous connaissez des sites web de qualité traitant du thème abordé ici, merci de compléter l'article en donnant les références utiles à sa vérifiabilité et en les liant à la section « Notes et références ».

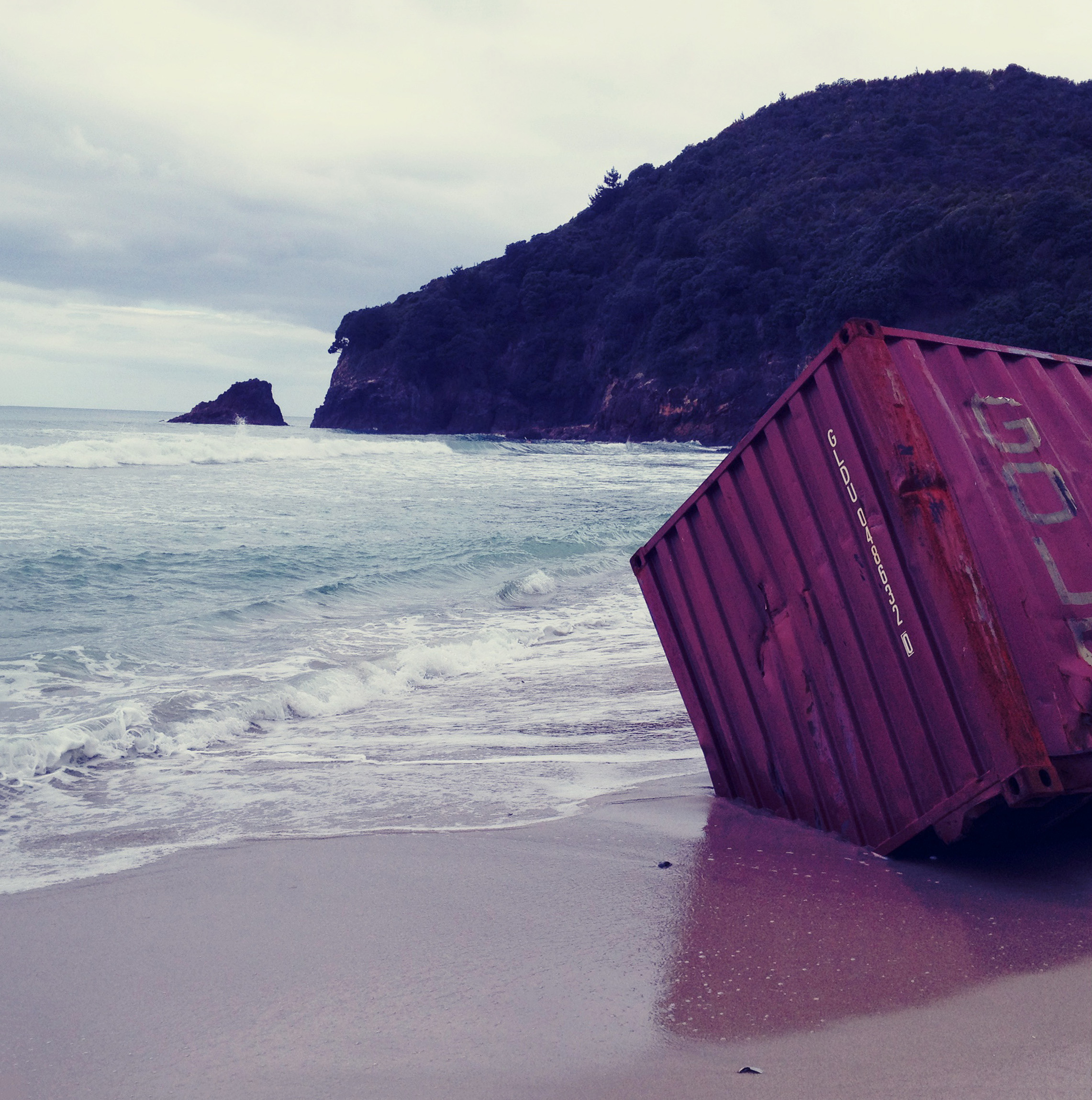
Un conteneur échoué sur une plage après le naufrage du Rena au nord de la Nouvelle-Zélande (2011).

La perte de conteneur en mer est un phénomène apparu et amplifié par la généralisation de l'usage du conteneur pour le fret maritime.
L'apparition des conteneurs dans les années 1980 fut très certainement l'évènement qui aura le plus bouleversé le monde du transport maritime.

## Raisons

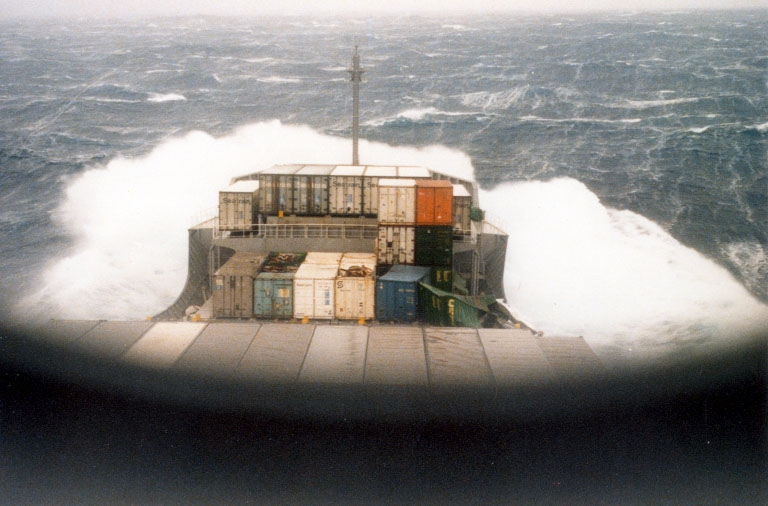
Le porte-conteneurs Seatrain Bennington dans l'Atlantique Nord en 1980. Plusieurs conteneurs sont déjà tombés en mer ou se sont écrasés sur le pont.

- La première raison, la plus courante, est due aux mauvaises conditions météorologiques. En effet, l'intensité des tempêtes en mer est beaucoup plus grande que quand elles se produisent au-dessus des terres. On peut donc s'imaginer facilement la difficulté de navigation des navires en pleine tempête. Leur puissance est telle qu'à cause du roulis et du tangage trop important, les câbles d'arrimage des conteneurs cèdent et ceux-ci tombent en mer. Les tempêtes peuvent aussi entraîner le naufrage du navire et donc une perte de conteneurs encore plus importante.
- La seconde raison est liée à un mauvais arrimage ou saisissage des conteneurs. Le monde du transport maritime actuel ne permet aucun retard sur la livraison des marchandises, la devise la plus courante étant « le temps c'est de l'argent », on peut croire que l'empressement de l'équipage à les arrimer va réduire les vérifications et augmenter le risque d'erreurs humaines.
- Une troisième raison peut être l'état du navire. Si les câbles d'arrimage ou les points de fixation en pontée sont vétustes, il existe un risque de casse plus important dû à une diminution de leur charge maximale d'utilisation.
- Une quatrième raison a été l'utilisation pendant quelques années de twist-lock automatiques imparfaits. Si l'appareil était parfaitement opérationnel à terre, il n'en était de même à la mer[2].
- Une dernière raison est le rejet volontaire de cargaisons par-dessus bord pour sauver un navire en danger. Le capitaine peut par exemple prendre la décision de jeter des cargaisons à la mer si son navire acquiert une gîte permanente et qu'il veut réduire le poids sur bâbord ou tribord pour essayer de le redresser.

## Dangers
- Le principal danger reste la collision d'un navire avec un conteneur en surface ou entre deux eaux. Les conteneurs de 40 pieds peuvent atteindre 40 tonnes, ils arrivent donc facilement à endommager gravement la coque d'un navire ce qui mènerait à une catastrophe plus grande.
- La pollution en deuxième lieu. La nature de la cargaison à l'intérieur des conteneurs est diverse et variée, allant de la voiture à des produits chimiques dangereux, munitions[3], etc. Ils peuvent aisément apporter une pollution locale.

## Un nouveau projet d'études
Face au problème des conteneurs perdus en mer, les autorités ont voulu réagir. Pour ce faire, la préfecture maritime de l'Atlantique organise une campagne d'essais en Atlantique. Le but de cette opération sera de mettre un conteneur à la dérive en mer, de le relier à une balise ARGOS pour le suivre et ainsi en apprendre plus sur leur manière de dériver et leur comportement en mer. Cet essai est inclus dans le projet européen INTERREG « LOST CONT » qui a pour but de résoudre le problème lié à la perte de ces conteneurs.

## Ampleur
Les estimations du nombre de conteneurs perdus en mer varient de 2 600 selon le World Shipping Council à 10 000 chaque année.